# Przytuły (gmina)
Przytuły est une gmina rurale du powiat de Łomża, Podlachie, dans le nord-est de la Pologne. Son siège est le village de Przytuły, qui se situe environ 27 km au nord-est de Łomża et 64 km au nord-ouest de la capitale régionale Białystok.
La gmina couvre une superficie de 71,18 km2 pour une population de 2 170 habitants soit une densité de population d’environ 31 habitants au kilomètre carré.

## Géographie
La gmina inclut les villages de Bagienice, Borawskie, Chrzanowo, Doliwy, Gardoty, Grzymki, Kubra-Przebudówka, Mieczki, Mroczki, Nowa Kubra, Obrytki, Pieńki Okopne, Przytuły, Przytuły-Kolonia, Przytuły-Las, Stara Kubra, Supy, Trzaski, Wagi et Wilamowo.
La gmina borde les gminy de Grabowo, Jedwabne, Radziłów, Stawiski et Wąsosz.